# El Cabrito
El Cabrito är en ort i Mexiko.   Den ligger i kommunen Huimanguillo och delstaten Tabasco, i den sydöstra delen av landet, 600 km öster om huvudstaden Mexico City. El Cabrito ligger 19 meter över havet och antalet invånare är 130.
Terrängen runt El Cabrito är mycket platt. Runt El Cabrito är det ganska glesbefolkat, med 45 invånare per kvadratkilometer. Närmaste större samhälle är Paso de la Mina 1ra. Sección, 1,4 km söder om El Cabrito. Trakten runt El Cabrito består till största delen av jordbruksmark.